# 別列日基
51°31′34″N 26°36′47″E / 51.52611°N 26.61306°E
別列日基（烏克蘭語：Бережки），是烏克蘭西北部的村莊，隸屬里夫內州的薩爾內區。該村始建於1521年，面積11.6平方公里，海拔高度140米，2001年人口1,653，人口密度每平方公里142.5人。